# رمبو (فرنچایز)
رمبو یک فرانچایز رسانه‌ای آمریکایی است که بر مجموعه‌ای از فیلم‌های اکشن با شخصیتی به همین نام متمرکز است. تاکنون پنج فیلم از این مجموعه منتشر شده است: نخستین خون (۱۹۸۲)، رمبو: اولین خون قسمت دوم (۱۹۸۵)، رمبو ۳ (۱۹۸۸)، جان رمبو (۲۰۰۸) و رمبو: آخرین خون (۲۰۱۹). این فیلم‌ها درباره جان رمبو، کهنه سرباز نیروهای ویژه ارتش ایالات متحده با بازی سیلوستر استالونه است، که تجربه جنگیدن در جنگ ویتنام به او آسیب وارد کرد، اما همچنین مهارت‌های نظامی بالقوه‌ای به او داده است که از آن برای مبارزه با افسران پلیس فاسد، نیروهای دشمن و کارتل‌های مواد مخدر استفاده کرده است. اولین خون که اولین فیلم این مجموعه است اقتباسی از رمان اول خون نوشته دیوید مورل می‌باشد که در سال ۱۹۷۲ منتشر شد.
این مجموعه فیلم در مجموع ۸۱۹ میلیون دلار فروش داشته است که موفق ترین فیلم آن رمبو: اولین خون قسمت دوم، ۳۰۰ میلیون دلار است. استالونه فیلمنامه هر پنج فیلم را نوشت و رمبو را کارگردانی کرد. این فرنچایز علاوه بر فیلم‌ها، یک مجموعه تلویزیونی انیمیشنی به نام رمبو: قوای آزادی و همچنین کتاب‌های کمیک، رمان‌ها، بازی‌های ویدیویی و بازسازی بالیوود را تولید کرد..

## فیلم‌ها
| فیلم                     | تاریخ اکران در آمریکا | کارگردان(ها)     | فیلم‌نامه‌نویس(ها)                              | داستان از                                     | تهیه‌کننده(ها)                                      |
| ------------------------ | --------------------- | ---------------- | --------------------------------------------- | --------------------------------------------- | -------------------------------------------------- |
| اولین خون                | ۲۲ اکتبر ۱۹۸۲         | تد کاچف          | مایکل کازول، ویلیام ساکایم و سیلوستر استالونه | مایکل کازول، ویلیام ساکایم و سیلوستر استالونه | باز فیشانز                                         |
| رمبو: اولین خون قسمت دوم | ۲۲ مه ۱۹۸۵            | جرج پی کوزماتوس  | جیمز کامرون و سیلوستر استالونه                | کوین ژار                                      | باز فیشانز                                         |
| رمبو ۳                   | ۲۵ مه ۱۹۸۸            | پیتر مک‌دونالد    | شلدون لتیچ و سیلوستر استالونه                 | شلدون لتیچ و سیلوستر استالونه                 | باز فیشانز                                         |
| رمبو                     | ۲۵ ژانویه ۲۰۰۸        | سیلوستر استالونه | هنر مونتراستلی و سیلوستر استالونه             | هنر مونتراستلی و سیلوستر استالونه             | آوی لرنر، جان تامپسون و کوین کینگ تمپلتون          |
| رمبو: آخرین خون          | ۲۰ سپتامبر، ۲۰۱۹      | آدریان گرونبرگ   | متیو سیرولنیک و سیلوستر استالونه              | دن گوردون و سیلوستر استالونه                  | آوی لرنر، لس ولدون، یاریو لرنر و کوین کینگ تمپلتون |